# Bitwa pod Staffardą
Bitwa pod Staffardą – starcie zbrojne, które miało miejsce we Włoszech 18 sierpnia 1690 w trakcie wojny palatynackiej między francuską armią marszałka Catinata a armią sprzymierzonych księcia sabaudzkiego Wiktora Amadeusza II.
Wojskowa neutralność księcia Sabaudii we Włoszech przez długi czas niepokoiła francuski dwór. Jego osobiste powiązania z cesarską rodziną oraz niechęć do Ludwika XIV, który przy każdej okazji traktował go z protekcjonalną arogancją, skłoniła go do połączenia się z antyfrancuską koalicją, podczas gdy trzymając stronę Ludwika XIV mógłby liczyć na powiększenie swego szczupłego terytorium.
Z powodu niepewności co do intencji księcia Sabaudii Francja utrzymywała na alpejskim froncie armię pod dowództwem Catinata. Latem 1690 Ludwik XIV wysłał ultimatum do księcia Wiktora Amadeusza aby zmusić go by otwarcie opowiedział się po jednej lub drugiej stronie. Ludwik zażądał dostępu do twierdzy w Turynie.
To ostatecznie przekonało księcia Sabaudii do przystąpienia do koalicji antyfrancuskiej. Sabaudia uzyskała pomoc Austrii i Hiszpanii.
Na wieść o tym Catinat (18 000 żołnierzy) ruszył ze swą armią i wkroczył do Piemontu. Do bitwy doszło w pobliżu słynącego z cennych zbiorów z dziedziny kultury i sztuki opactwa Staffarda, które uległo całkowitemu zniszczeniu. Książę Sabaudii (17 000 żołnierzy, głównie Sabaudczyków oraz niewielka liczba Austriaków i Hiszpanów) zaatakował Francuzów przed nadejściem głównych sił austriacko-hiszpańskich sojuszników. Catinat wygrał bitwę, głównie dzięki swym zdolnościom i świetnemu wyszkoleniu swych wojsk. Stracił 2 000 ludzi, natomiast sprzymierzeni stracili 6 700 ludzi.
Zwycięstwo to jednak nie umożliwiło mu opanowania Piemontu, a gdy książę sabaudzki został wkrótce wzmocniony sojuszniczymi posiłkami, Catinat musiał się zadowolić jedynie zdobyciem kilku przygranicznych powiatów.